# Daniel Seiter

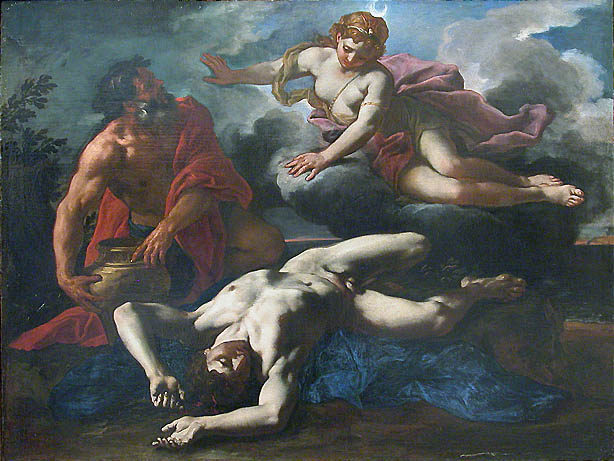
Diana ao Lado do Cadáver de Orion, de Daniel Seiter.

Daniel Seiter, (em italiano:  Daniele Seyter; 1642 ou 1647 - 1705), foi um pintor barroco italiano nascido em Viena.